# Voronina (Rusland)

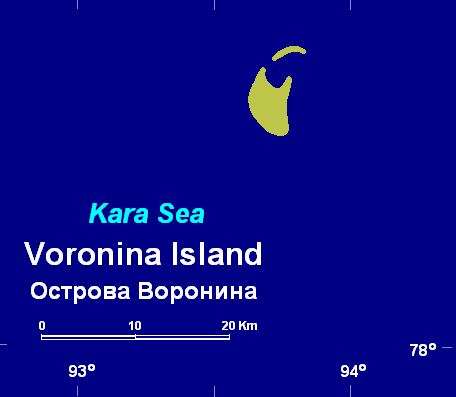
Kaart

Voronina (Russisch: Острова Воронина; Ostrova Voronina) of Voronina-eilanden is een afgelegen groep van twee Russische eilanden in het noordoostelijke deel van de Karazee op ongeveer 130 kilometer ten westen van Noordland en 72 kilometer ten noord-noordoosten van de Sergej Kirov-eilanden.
Voronina bestaat uit een groter zuidelijk eiland van ongeveer 10 bij 7 kilometer dat door een 3 kilometer brede zeestraat wordt gescheiden van een kleiner noordelijk eiland van ongeveer 6 kilometer bij 500 meter. Bestuurlijk maakt het deel uit van kraj Krasnojarsk.
Het eiland wordt in de winter omringd door pakijs en ook in de twee maanden durende zomer bevinden zich er nog ijsvelden. In koudere jaren blijven de wateren rond het eiland soms het hele jaar door bevroren.
Het eiland vormt onderdeel van de zapovednik Bolsjoj Arktitsjeski, het grootste natuurreservaat van Rusland. Het is vernoemd naar de Russische poolonderzoeker kapitein Vladimir Voronin. Hoewel de naam formeel gezien eigenlijk Voronin(-eiland) zou moeten zijn, wordt deze naam nauwelijks gebruikt.